# Consejo General de Colegios de Habilitados de Clases Pasivas

## Consejo General de Colegios de Habilitados de Clases Pasivas
El 10 de junio de 1986, se constituyó el Consejo General de Colegios de Habilitados de Clases Pasivas de España por acuerdo de Presidentes de Colegios.
El Consejo General de Colegios de Habilitados de Clases Pasivas de España es el supremo órgano representativo de la profesión de los habilitados de clases pasivas en territorio nacional. Integra, coordina y representa a todos los Colegios Profesionales de Habilitados de Clases Pasivas.
Es una corporación de derecho público ubicada en Madrid, con personalidad jurídica propia y plena capacidad para el cumplimiento de sus fines.

## Composición del Consejo y funciones
El Consejo General está compuesto de los colegios territoriales de habilitados de clases pasivas. Su Comisión Ejecutiva la forman el presidente, el vicepresidente, el Secretario, el Tesorero- Contador  y dos vocales designados por el Consejo General en pleno entre los que forman parte del mismo. La Comisión funciona como órgano ejecutivo del pleno del Consejo (cuenta además con nueve consejeros natos y nueve consejeros electos).
La duración de los cargos es de tres años pudiendo ser reelegidos.
En cuanto a sus funciones, además de las recogidas en el artículo 3 de los Estatutos del Consejo Archivado el 8 de agosto de 2014 en Wayback Machine. son las siguientes:
- Las atribuidas por el artículo 5 de la Ley de Colegios Profesionales a los Colegios de habilitados de Clases Pasivas, en cuanto tengan ámbito o repercusión nacional, así como elegir al Presidente del Consejo General de Habilitados de Clases Pasivas.
- Modificar el Estatuto y Aprobar el reglamento de régimen interior del Consejo.
- Dirimir los conflictos que puedan suscitarse entre los distintos Colegios y ejercer las funciones disciplinarias con respecto a los miembros de las Juntas Directivas de los Colegios y del propio Consejo, resolviendo los recursos ordinarios que se interpongan contra los actos y acuerdos de los Colegios
- Aprobar sus presupuestos y elaborar la memoria anual.
- Determinar la cuantía de la fianza individual y Constituir la fianza colectiva, con el fin de garantizar las posibles responsabilidades que pudieran derivarse de la gestión de pago de haberes pasivos efectuados por los Habilitados de Clases Pasivas.
- Informar preceptivamente todo proyecto estatal de modificación de la legislación sobre Colegios Profesionales.

## Estructura territorial
Su estructura está formado por nueve colegios de ámbito territorial:
1. Colegio Profesional de La Coruña.
2. Colegio Profesional de Andalucía.
3. Colegio Profesional de Aragón, La Rioja y Soria.
4. Colegio Profesional de Cantabria. Navarra y País Vasco.
5. Colegio Profesional de Cataluña y Baleares.
6. Colegio Profesional de Madrid.
7. Colegio Profesional de Málaga.
8. Colegio Profesional de Valencia.
9. Colegio Profesional de Valladolid.

Según sus estatutos los Colegios Profesionales de Habilitados de Clases Pasivas son corporaciones de derecho público, amparadas por la ley y reconocidos por el Estado, con personalidad jurídica propia y plena capacidad para el cumplimiento de sus fines.
Son fines esenciales de estas corporaciones la ordenación del ejercicio de la profesión, la representación de la misma y la defensa de los intereses profesionales de los colegiados, así como la protección de los intereses de los consumidores y usuarios de los servicios de sus colegiados, todo ello sin perjuicio de la competencia de la Administración Pública que venga establecida por la Ley.
Estos Colegios incorporan mediante su colegiación a todos los Habilitados de Clases Pasivas como profesionales expertos en la tramitación y asesoramiento de pensiones y prestaciones del sistema de clases pasivas (funcionarios civiles y militares). También son especiales colaboradores de la Administración.